# NGC 6276
NGC 6276 = IC 1239 ist eine 14,6 mag helle linsenförmige Zwerggalaxie vom Hubble-Typ S0 im Sternbild Herkules am Nordsternhimmel. Sie ist schätzungsweise 129 Millionen Lichtjahre von der Milchstraße entfernt und hat einen Durchmesser von etwa 15.000 Lichtjahren. Gemeinsam mit NGC 6278 bildet sie das gravitativ gebundene Galaxienpaar Holm 765.
Im selben Himmelsareal befinden sich u. a. die Galaxien NGC 6267 und IC 4639.
Das Objekt wurde am 10. Juni 1864 von Albert Marth entdeckt. Die sich in diesem Bereich befindlichen Objekte NGC 6276, NGC 6277 und NGC 6278 wurden von verschiedenen Astronomen mit unterschiedlichen Positionsfehlern notiert. Dreyer war bei der Erstellung des Kataloges nicht in der Lage, diese Diskrepanzen aufzulösen, so dass die Beobachtung von Guillaume Bigourdan am 19. Juni 1887 unter IC 1239 einen Eintrag im Index-Katalog erhielt.